# Marcela Muniz
Marcela Helena de Godói David Muniz (Vitória, 26 de outubro de 1966), conhecida como Marcella Muniz, é uma atriz brasileira. É filha adotiva do autor Lauro César Muniz e mãe da atriz Thais Müller, fruto de seu casamento com o ator Anderson Müller.

## Filmografia

### Televisão
| Ano  | Título                   | Personagem                    | Notas                             | Emissora          |
| ---- | ------------------------ | ----------------------------- | --------------------------------- | ----------------- |
| 1981 | Os Imigrantes            | Maninha                       |                                   | Rede Bandeirantes |
| 1983 | Pão-Pão, Beijo-Beijo     | Regina                        |                                   | TV Globo          |
| 1986 | Tudo ou Nada             | Leninha                       |                                   | Rede Manchete     |
| 1987 | Sassaricando             | Diana                         |                                   | TV Globo          |
| 1989 | O Salvador da Pátria     | Zezé                          |                                   | TV Globo          |
| 1992 | Deus Nos Acuda           | Edith                         |                                   | TV Globo          |
| 1995 | Sangue do Meu Sangue     | Carolina                      |                                   | SBT               |
| 1998 | Serras Azuis             | Icléa                         |                                   | Rede Bandeirantes |
| 2000 | Uga Uga                  | Enfermeira                    |                                   | TV Globo          |
| 2001 | Pícara Sonhadora         | Rosa Garcia                   |                                   | SBT               |
| 2001 | Malhação                 | Delegada                      |                                   | TV Globo          |
| 2004 | Seus Olhos               | Valéria                       |                                   | SBT               |
| 2005 | Os Ricos Também Choram   | Gênova                        |                                   | SBT               |
| 2008 | Revelação                | Giovanna Mourão               |                                   | SBT               |
| 2009 | Vende-se um Véu de Noiva | Jackie                        |                                   | SBT               |
| 2011 | O Astro                  | Doralice Quintanilha          |                                   | TV Globo          |
| 2013 | Dona Xepa                | Maria Genuína da Silva (Geni) |                                   | RecordTV          |
| 2014 | Milagres de Jesus        | Judith                        | Episódio: "O Leproso de Genesaré" | RecordTV          |
| 2015 | As Canalhas              | Dirce                         | Episódio: "Amanda"                | GNT               |
| 2016 | Cúmplices de um Resgate  | Neuza Ferraz                  |                                   | SBT               |
| 2017 | Belaventura              | Tiana Castroneves             |                                   | RecordTV          |
| 2018 | Jesus                    | Judite                        |                                   | RecordTV          |
| 2018 | Conselho Tutelar         | Dulce                         |                                   | RecordTV          |
| 2019 | Amor sem Igual           | Sônia                         |                                   | RecordTV          |
| 2021 | Gênesis                  | Maresca                       | Fase: Jornada de Abraão           | RecordTV          |
| 2022 | Além da Ilusão           | Cândida Goldman               |                                   | TV Globo          |
| 2023 | Terra e Paixão           | Dr.ª Teresa Leitão            | Episódio: "29 de agosto"          | TV Globo          |

### Cinema
| Ano  | Título                         | Personagem       | Notas          |
| ---- | ------------------------------ | ---------------- | -------------- |
| 2013 | Minha Mãe É Uma Peça - O Filme | Margarety        |                |
| 2010 | A Mancha                       | Mulher na janela | Curta-metragem |
| 2006 | Se Eu Fosse Você               | Marília          |                |

## Teatro
- 2016 – Às Terças[5]
- 2012 – Rebeldes – Sobre a Raiva
- 2001 – Os Três Mosqueteiros
- 2001- Romeu e Julieta
- 1998/2000 – Laboratório de Humor
- 1996/1997 – A Dama e o Vagabundo
- 1994 – Entre Amigas
- 1993 – Anatol
- 1980 – Os Saltimbancos